# Schwarzkopf-Zwergtaucher
Der Schwarzkopf-Zwergtaucher (Tachybaptus dominicus) auch Schwarzkopftaucher ist die kleinste Taucher-Art aus der Familie der Lappentaucher. Die Art kommt in Niederkalifornien, Zentralamerika, der Karibik und Südamerika vor. Es werden vier (manchmal auch fünf) Unterarten unterschieden, die vor allem in ihrer Größe voneinander abweichen. Der Bestand der Art ist stabil und wird von der IUCN als nicht gefährdet (least concern) eingestuft.

## Erscheinungsbild
Schwarzkopf-Zwergtaucher erreichen je nach Unterart eine Länge von 21 bis 27 Zentimetern und ein Gewicht von 112 bis 180 Gramm. Das Federkleid adulter Tiere ist bräunlich bis rußfarben, der Schnabel dunkel und die Augen gelb. Wie bei allen Lappentauchern sind auch bei den Schwarzkopf-Zwergtauchern die Beine relativ weit hinten am Körper angesetzt, was die Art zu ausgezeichneten Schwimmern macht, die Fortbewegung auf Land aber erschwert.
Die Jungtiere des Schwarzkopf-Zwergtauchers weisen weiße Streifen am Kopf auf. Ihre Augen sind braun und werden im Laufe der Zeit heller. Der Hals ist weiß.

## Verbreitung und Lebensraum

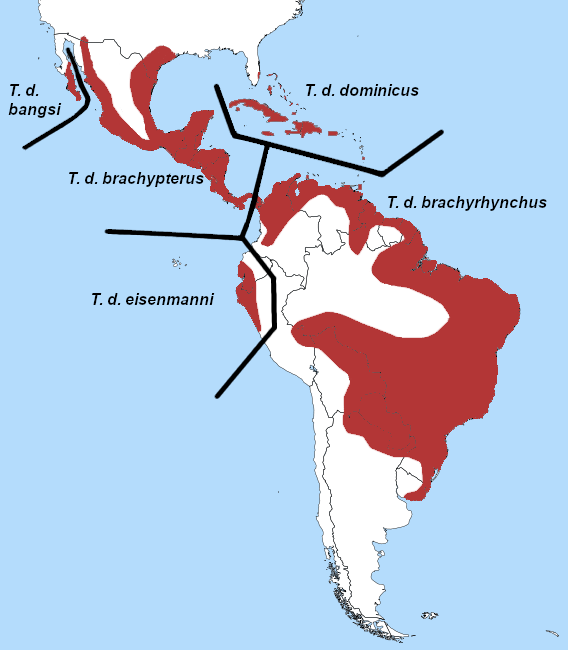
Verbreitungsgebiete des Schwarzkopf-Zwergtauchers
(Die schwarzen Striche grenzen die Gebiete der vier allgemein anerkannten Unterarten ab.)

Die Verbreitung der fünf Unterarten des Schwarzkopf-Zwergtauchers erstreckt sich über Niederkalifornien, Zentralamerika, die Karibik und Südamerika:
Es sind fünf Unterarten bekannt:
- T. d. brachypterus (Chapman, 1899)[4] – Diese Subspezies ist vom südlichen Texas über das westlich zentrale Mexiko bis Panama verbreitet.
- T. d. bangsi (van Rossem & Hachisuka, 1937)[5] – Diese Unterart kommt im Westen Mexikos vor.
- T. d. dominicus (Linnaeus, 1766)[6] – Die Nominatform kommt auf den Großen Antillen vor.
- T. d. brachyrhynchus (Chapman, 1899)[7] – Diese Subspezies ist im Norden Südamerikas bis in den Norden Argentiniens verbreitet.
- T. d. eisenmanni Storer & Getty, 1985[8] – Diese Unterart kommt im Westen Ecuadors vor.

Schwarzkopf-Zwergtaucher nutzen eine Vielfalt an unterschiedlichen Feuchtbiotopen. Diese reichen von kleineren Teichen über größere Seen bis hin zu Flüssen, Marschen und Mangrovensümpfen. Aber selbst Bewässerungsgräben und künstlich angelegte Seen in der Landwirtschaft werden genutzt. Dabei bevorzugen Schwarzkopf-Zwergtaucher vor allem Standorte mit dichtem Bewuchs.
Alle Unterarten der Schwarzkopf-Zwergtaucher gelten als Standvögel. Eine lokale Ausbreitung findet vor allem nach der Regenzeit statt, wenn die Vögel neu entstandene Feuchtgebiete besiedeln. Die Tiere ziehen dann weiter, sobald ein Feuchtgebiet im Sommer austrocknet.

## Nahrung und Nahrungserwerb
Schwarzkopf-Zwergtaucher ernähren sich überwiegend von Insekten und anderen Wirbellosen. Das Nahrungsspektrum reicht dabei von Wasserkäfern, Wasserwanzen, Spinnen und Libellen über kleine Fische und Krebstiere. Die meisten Beutetiere werden tauchend aufgenommen, wobei dem Tauchvorgang eine Suche vorangehen kann, bei welcher der Schwarzkopf-Zwergtaucher mit getauchtem Kopf über die Oberfläche des Gewässers gleitet. Darüber hinaus wird Beute auch an der Wasseroberfläche aufgenommen. So fressen Schwarzkopf-Zwergtaucher auch auf dem Wasser schwimmende Nahrung und jagen bisweilen im Flug befindliche Insekten.

## Fortpflanzung
Die Fortpflanzung der Schwarzkopf-Zwergtaucher findet vornehmlich zwischen April und August statt, wobei in Texas über das gesamte Jahr hinweg Nester gefunden wurden, die selbst im Januar und Dezember Eier enthielten. In den Tropen brüten die Tiere vor allem während der Regenzeit.
Das Gelege besteht aus 4–6 Eiern, aus denen nach einer Brutzeit von rund 21 Tagen die Jungen schlüpfen. Häufig werden 2–3 Bruten pro Jahr großgezogen.

## Etymologie und Forschungsgeschichte
Die Erstbeschreibung des Schwarzkopf-Zwergtauchers erfolgte 1766 durch Carl von Linné unter dem wissenschaftlichen Namen Colymbus dominicus. Als Verbreitungsgebiet gab er Santo Domingo an. 1853 führte Ludwig Reichenbach die Gattung Tachybaptus für den Zwergtaucher(Tachybaptus ruficollis (Pallas, 1764)) ein. Der Begriff ist ein Wortgebilde aus ταχυς tachys für schnell und βαπτω baptō für untergehen. Der Artname dominicus bezieht sich auf Santo Domingo. Bangsi ist Outram Bangs gewidmet, eisenmanni Eugene Eisenmann. Brachypterus setzt sich aus βραχυς brachys für kurz und -πτερος, πτερον -pteros, pteron für -flüglig, Flügel zusammen, brachyrhynchus aus βραχυς brachys für kurz und ῥυγχος rhynchos für Schnabel. Alfred Laubmann nannte Colymbus dominicus speciosus Arribálzaga, 1877 als Unterart für Paraguay. Genug Belege, bis auf eine Beschreibung von Arnaldo de Winkelried Bertoni aus Monte Sociedad am Río Pilcomayo, erkannte er nicht. Lange wurde C. d. speciosus als Synonym zu T. d. brachyrhynchus betrachtet. Speciosus leitet sich von lateinisch speciosus, species, specere ‚großartig, schön, brillant, Schönheit, Ausstrahlung, zum Anschauen‘. Es war schließlich Robert Winthrop Storer der herausarbeitete, dass Arribálzaga hier in Wirklichkeit ein Synonym für die Rollandtaucher-Unterart (Rollandia rolland chilensis (Lesson, RP, 1828)) beschrieben hatte.

## Belege